# ميجان كرايغ
ميجان كرايغ (بالإنجليزية: Megan Craig) هي لاعبة الاسكواش نيوزيلندية، ولدت في 11 ديسمبر 1992 في بلنهيم في نيوزيلندا.

## وصلات خارجية
- ميجان كرايغ على موقع الاتحاد الدولي لمحترفي الاسكواش (مؤرشف) (الإنجليزية)
- ميجان كرايغ على موقع SquashInfo.com (الإنجليزية)
- ميجان كرايغ على موقع اللجنة الأولمبية النيوزيلندية (الإنجليزية)
- ميجان كرايغ على موقع اتحاد ألعاب الكومنولث (مؤرشف) (الإنجليزية)